# Phelister praedatorius
Phelister praedatorius är en skalbaggsart som beskrevs av August Reichensperger 1939. Phelister praedatorius ingår i släktet Phelister och familjen stumpbaggar. Inga underarter finns listade i Catalogue of Life.